# ميليسا فلوريس
ميليسا فلوريس (بالإسبانية: Melissa Flores)‏ هي عارضة مكسيكية، ولدت في 23 مارس 1998 في ميتشواكان في المكسيك.